# Ámon főpapja
Ámon főpapja vagy Ámon első prófétája (ḥm nṯr tpỉ n ỉmn) magas rangú főpap volt az ókori Egyiptomban. Ámon a XVIII. dinasztia idején vált Théba lokális istenségéből az ország legjelentősebb istenévé. Első főpapjai is ennek a dinasztiának az idején jelennek meg, és a különböző fáraóktól az istennek juttatott adományok révén hatalmuk egyre nőtt – leszámítva az Amarna-kor rövid időszakát, mikor az isten kultusza be lett tiltva –, mígnem a harmadik átmeneti korra gyakorlatilag a fáraóéval egyenlő hatalomra tettek szert és egész Felső-Egyiptomot uralták.
A thébai Ámon-papság négy legmagasabb rangú papja a következőek voltak:
- Ámon első prófétája (ḥm nṯr tpỉ n ỉmn)
- Ámon második prófétája (ḥm nṯr sn-nw n ỉmn)
- Ámon harmadik prófétája (ḥm nṯr ḫmt-nw n ỉmn)
- Ámon negyedik prófétája (ḥm nṯr fd-nw n ỉmn)

Ámon papságának hatalmát a XVIII. dinasztia idejének vége felé – az ún. Amarna-korban – erősen korlátozta Ehnaton fáraó, aki betiltotta az isten kultuszát, de uralkodásának negyedik évében még említenek egy Maja nevű főpapot. Ehnaton halála után Ámon ismét Egyiptom legjelentősebb istene lett.
Ámon thébai főpapját a fáraó jelölte ki, gyakran olyan személyt választott, aki további fontos pozíciókat is betöltött – II. Ramszesz idején több főpap egyben vezír is volt. Az Újbirodalom végén, a XX. dinasztia idején Ramszesznaht volt a legjelentősebb főpap, őt fia, Amenhotep követte, aki összetűzésbe került Núbia alkirályával, Paneheszivel. Paneheszi megostromolta Thébát, majd az őt kiűző Herihór tábornok lett az új főpap. Ekkorra az Ámon-papság már hatalmas tényezővé nőtte ki magát az ország életében – a templomi földek 2/3-a, a hajók 90%-a az ő kezükben volt, gyakorlatilag a fáraóéval megegyező hatalommal rendelkeztek.
A XXI. dinasztia idejétől kezdve a thébai Ámon-főpapok tulajdonképpen Felső-Egyiptom uralkodói voltak, i. e. 1080-tól egészen kb. i. e. 943-ig, és családi kapcsolatban is álltak a királyi családdal. Ezután befolyásuk csökkenni kezdett. I. Pinedzsem főpap egyik fia, I. Paszebahaenniut fáraó lett, majd III. Paszebahaenniut főpap szintén trónra lépett a XXI. dinasztia utolsó uralkodójaként.
| Főpap                 | Fáraó                                                                           | Dinasztia        |
| --------------------- | ------------------------------------------------------------------------------- | ---------------- |
| Dzsehuti              | I. Jahmesz                                                                      | XVIII. dinasztia |
| Minmontu              | I. Jahmesz                                                                      | XVIII. dinasztia |
| Hapuszeneb            | Hatsepszut                                                                      | XVIII. dinasztia |
| I. Menheperrészeneb   | III. Thotmesz                                                                   | XVIII. dinasztia |
| II. Menheperrészeneb  | III. Thotmesz                                                                   | XVIII. dinasztia |
| Amenemhat             | II. Amenhotep                                                                   | XVIII. dinasztia |
| Meri                  | II. Amenhotep                                                                   | XVIII. dinasztia |
| Ptahmosze             | III. Amenhotep                                                                  | XVIII. dinasztia |
| Meriptah              | III. Amenhotep                                                                  | XVIII. dinasztia |
| Maja                  | Ehnaton                                                                         | XVIII. dinasztia |
| Parennefer (Wennefer) | Tutanhamon Horemheb                                                             | XVIII. dinasztia |
| Nebneteru Tenri       | I. Széthi                                                                       | XIX. dinasztia   |
| Nebwenenef            | II. Ramszesz                                                                    | XIX. dinasztia   |
| Hori                  | II. Ramszesz                                                                    | XIX. dinasztia   |
| Paszer                | II. Ramszesz                                                                    | XIX. dinasztia   |
| Bakenhonszu           | II. Ramszesz                                                                    | XIX. dinasztia   |
| Roma-Roi              | II. Ramszesz Merenptah II. Széthi                                               | XIX. dinasztia   |
| II. Bakenhonszu       | Széthnaht III. Ramszesz                                                         | XX. dinasztia    |
| Ramszesznaht          | IV. Ramszesz V. Ramszesz VI. Ramszesz VII. Ramszesz VIII. Ramszesz IX. Ramszesz | XX. dinasztia    |
| Amenhotep             | IX. Ramszesz X. Ramszesz XI. Ramszesz                                           | XX. dinasztia    |
| Pianh                 | XI. Ramszesz                                                                    | XX. dinasztia    |
| Herihór               | XI. Ramszesz                                                                    | XX. dinasztia    |

| Főpap                | Fáraó                                                                | Dinasztia              |
| -------------------- | -------------------------------------------------------------------- | ---------------------- |
| I. Pinedzsem         |                                                                      | XXI. dinasztia         |
| Maszaharta           | I. Neszubanebdzsed                                                   | XXI. dinasztia         |
| Dzsedhonszuefanh     | I. Neszubanebdzsed                                                   | XXI. dinasztia         |
| Menheperré           | I. Neszubanebdzsed                                                   | XXI. dinasztia         |
| II. Neszubanebdzsed  | I. Neszubanebdzsed                                                   | XXI. dinasztia         |
| II. Pinedzsem        |                                                                      | XXI. dinasztia         |
| III. Paszebahaenniut |                                                                      | XXI. dinasztia         |
| Juput                | I. Sesonk I. Oszorkon                                                | XXII. dinasztia        |
| Sesonk               | I. Oszorkon                                                          | XXII. dinasztia        |
| Iuwlot               | I. Oszorkon I. Takelot                                               | XXII. dinasztia        |
| III. Neszubanebdzsed | I. Takelot                                                           | XXII. dinasztia        |
| Nimlot               | II. Oszorkon                                                         | XXII. dinasztia        |
| II. Takelot          | II. Oszorkon                                                         | XXII./XXIII. dinasztia |
| Harsziésze           | II. Oszorkon                                                         | XXII. dinasztia        |
| III. Oszorkon        | II. Takelot (Felső-E.) I. Pedubaszt (Felső-E.) III. Sesonk (Alsó-E.) | XXII./XXIII. dinasztia |
| Oszorkon             |                                                                      | XXII./XXIII. dinasztia |
| Harsziésze           |                                                                      | XXII./XXIII. dinasztia |
| Hóremahet            | Sabaka Taharka Tanutamon                                             | XXV. dinasztia         |
| Harhebi              | I. Pszammetik                                                        | XXV. dinasztia         |
| Anhnesznoferibré     | II. Pszammetik II. Uahibré                                           | XXV. dinasztia         |
| II. Nitókrisz        |                                                                      | XXV. dinasztia         |